# Mary Hjelte
Mary Viola Teresia Hjelte (även Hjelte-Appelberg), född 23 oktober 1901 i Kungsholms församling i Stockholm, död 27 maj 1975 i Matteus församling i Stockholm, var en svensk operettsångerska och skådespelare. 

## Biografi
Efter att ha studerat sång för Ragnar B. Holtz och Gertrud Grubbström-Grönberg scendebuterade Hjelte som Petruschka i operetten Sista valsen på Oscarsteatern, där hon fick engagemang fram till 1924. Därefter hade hon mestadels gästspelsengagemang på olika teatrar bland annat vid Stora Teatern i Göteborg och Hipp i Malmö. Hon medverkade även i flera revyer. 
Hjelte skivdebuterade omkring 1925 och gjorde ett antal inspelningar fram till och med 1943, de flesta schlagermelodier men även ett par insjungningar av barnvisor av Alice Tegnér.
Hjelte var 1926–1928 gift med kapellmästaren Pierre Nymar och från 1941 med journalisten Sture Appelberg till hans död 1947. Hon är gravsatt i minneslunden på Skogskyrkogården i Stockholm. 

## Filmografi
- 1936 – Våran pojke
- 1936 – Johan Ulfstjerna
- 1936 – Annonsera!
- 1937 – En flicka kommer till sta'n
- 1937 – Odygdens belöning
- 1938 – Vingar kring fyren
- 1938 – På kryss med Albertina
- 1940 – En sjöman till häst
- 1941 – Bara en kvinna
- 1941 – Det sägs på stan
- 1941 – Fransson den förskräcklige
- 1941 – Så tuktas en äkta man
- 1942 – Livet på en pinne
- 1942 – Sexlingar
- 1942 – Tre skojiga skojare
- 1943 – Fångad av en röst
- 1943 – Hans Majestäts rival
- 1944 – En dotter född
- 1944 – Narkos
- 1946 – Begär
- 1947 – Tösen från Stormyrtorpet
- 1950 – Stjärnsmäll i Frukostklubben
- 1951 – Spöke på semester